# Drosophila saltans
Drosophila saltans är en tvåvingeart som beskrevs av Sturtevant 1916. Drosophila saltans ingår i släktet Drosophila och familjen daggflugor.
Artens utbredningsområde täcker ett område från Kuba och Mexiko till Costa Rica.